# Заречье (Речицкий район)
Заре́чье (бел. Зарэчча, транслит. Zarečča) — городской посёлок в Речицком районе Гомельской области Беларуси. Административный центр Заречского поссовета.
Численность населения — 1 984 человек (на 1 января 2025 года).

## Расположение
Расположен в 18 км на северо-запад от Речицы, в 1 км от автодороги Бобруйск-Речица.

## История
Был основан в 1957 году под названием Гомель-30. До этого в окрестностях городка находилось несколько хуторов (Погорельцы, Подбабье и др.). В те времена на территории находилась ракетная военная часть.
2 марта 1995 года Верховный Совет Республики Беларусь принял постановление о придании новому населённому пункту в Речицком районе названия Заречье и отнесения его к категории городских посёлков.

## Инфраструктура
Расположены средняя школа, библиотека, больница, детский сад.
В 3-х километрах располагается женская исправительная колония № 24 УДИН МВД по Гомельской области, на территории которого, с целью трудовой занятости спецконтингента, функционирует филиал «Заречье» государственного предприятия «№ 4»

## Население

### Численность
- 2025 год — 1 984 жителей[4]

### Динамика
- 2016 год — 2 242 жителей
- 2023 год — 2 032 жителей[5]
- 2024 год — 2 015 жителей[6]
- 2025 год — 1 984 жителей[4]

### График
| Численность населения: |
| График не отображается по техническим причинам. Чтобы исправить это, воспроизведите график в новом формате, если это возможно. |

## Культура
- Дом культуры
- Музей ГУО «Заречская средняя школа Речицкого района»

## Достопримечательность
- Православная Владимирская церковь

### Памятник, скульптура
- Памятник В. И. Ленину
- Мемориальный воинский комплекс, ул. Спортивная. Установлен в честь 45-летия окончания Великой Отечественной войны 1941-1945 гг.

## Галерея
- Мемориальный воинский комплекс
- Православная Владимирская церковь
- Ул. Спортивная — главная в Заречье
- Одно из бывших административных зданий